# Равна Гора (Хорватія)
45°22′ пн. ш. 14°56′ сх. д. / 45.37° пн. ш. 14.93° сх. д.
Равна Гора (хорв. Ravna Gora) — населений пункт і громада в Приморсько-Горанській жупанії Хорватії.

## Населення
Населення громади за даними перепису 2011 року становило 2 430 осіб. Населення самого поселення становило 1709 осіб.
Динаміка чисельності населення громади:
Динаміка чисельності населення центру громади:

## Населені пункти
Крім поселення Равна Гора, до громади також входять: 
- Куп'як
- Лескова
- Стара Сушиця
- Старий Лаз
- Шиє

## Клімат
Середня річна температура становить 6,90 °C, середня максимальна – 19,97 °C, а середня мінімальна – -6,85 °C. Середня річна кількість опадів – 1545 мм.
| Клімат поселення                              | Клімат поселення | Клімат поселення | Клімат поселення | Клімат поселення | Клімат поселення | Клімат поселення | Клімат поселення | Клімат поселення | Клімат поселення | Клімат поселення | Клімат поселення | Клімат поселення | Клімат поселення |
| Показник                                      | Січ.             | Лют.             | Бер.             | Квіт.            | Трав.            | Черв.            | Лип.             | Серп.            | Вер.             | Жовт.            | Лист.            | Груд.            |                  |
| Середній максимум, °C                         | 4,06             | 4,39             | 7,01             | 10,77            | 15,68            | 19,34            | 19,97            | 19,72            | 16,02            | 11,74            | 6,69             | 3,16             |                  |
| Середня температура, °C                       | −1,39            | −1,06            | 1,56             | 5,32             | 10,22            | 13,90            | 16,13            | 15,88            | 12,17            | 7,89             | 2,84             | −0,68            |                  |
| Середній мінімум, °C                          | −6,85            | −6,51            | −3,9             | −0,12            | 4,77             | 8,46             | 12,28            | 12,02            | 8,32             | 4,05             | −1               | −4,55            |                  |
| Норма опадів, мм                              | 96               | 100              | 115              | 135              | 120              | 137              | 101              | 119              | 141              | 165              | 178              | 138              |                  |
| Середньомісячна швидкість вітру, м/с          | 2.81             | 2.95             | 3.10             | 2.89             | 2.72             | 2.54             | 2.40             | 2.43             | 2.49             | 2.74             | 2.98             | 3.04             |                  |
| Середньомісячна сонячна радіація, кДж/м²·день | 4382             | 7161             | 10376            | 14600            | 18593            | 20174            | 21625            | 18210            | 13546            | 8993             | 4770             | 3663             |                  |
| --------------------------------------------- | ---------------- | ---------------- | ---------------- | ---------------- | ---------------- | ---------------- | ---------------- | ---------------- | ---------------- | ---------------- | ---------------- | ---------------- | ---------------- |
| Джерело:                                      |                  |                  |                  |                  |                  |                  |                  |                  |                  |                  |                  |                  |                  |